# 京都丹波新聞
京都丹波新聞（きょうとたんばしんぶん）は、株式会社亀岡市民新聞社が京都府亀岡市、南丹市、京丹波町をエリアに発行していた地方新聞。日本新聞協会には非加盟。京都府北部地方新聞連合会に加盟。週1回土曜日発行（A3判白黒6ページ建て）、発行部数は4,800部（自社公称）。2016年3月11日の発行をもって休刊（事実上の廃刊）となった。なお、兵庫県丹波市・丹波篠山市で発行されている丹波新聞とは紙名が類似しているが無関係。

## 概要
1984年（昭和59年）10月5日、吉川泰博が株式会社亀岡市民新聞社を設立。翌1985年（昭和60年）1月1日に毎週土曜日発行の週刊「亀岡市民新聞」を創刊。現在、同新聞では投稿記事や投稿写真などを募集しており、市民と一体となった新聞作りを目指している。市民から集めた一言を詳記する「亀人（かめじん）のつぶやき こんなん言うたはったでぇ」が人気を呼んだ。また、泰博は1999年（平成11年）から2003年（平成15年）までの4年間、亀岡市民新聞社の社長の傍ら亀岡市議会議員も務めていた。
2008年（平成20年）12月24日に泰博が死去し、以後は妻の吉川和枝（本名・満喜）が代表取締役社長に、竹内博士が編集長に就任した。
2013年（平成25年）2月からは、事実上あやべ市民新聞の傘下に入る。白黒A3判6ページの紙面はブランケット判4ページ（1頁と4頁がカラー）に一新され、当紙の特色でもあった匿名の読者投稿コーナー「亀人のつぶやき」や無料の市内店舗紹介コーナー「宝の山」などを廃止し、亀岡を中心とした京都北部情報の充実を図る。モットーとしていた「明るいニュースをお茶の間に 楽しい話題をご家庭に」が「願いはひとつ郷土の発展」に変わり、人事も大きく変わった。3月には代表取締役も吉川和枝から高崎忍（あやべ市民新聞の社長も兼務）になり、4月に旧紙面を作ってきた記者は全員退職した。
2015年5月15日より、南丹市、京丹波町へのエリア拡大に伴い、京都丹波新聞へ題号を改称。紙面サイズはブランケット判からタブロイド判に戻った。しかし部数は伸び悩み、2016年3月11日発行をもって休刊となった。公式発表としては休刊だが、公式サイト内での休刊のお知らせに「当地においては、この時代に果たすべき地域紙の役目は既に終えたと判断」といった文言が見られることから、事実上の廃刊である。

## 記事
- 「明るいニュースをお茶の間に 楽しい話題をご家庭に」をモットーに、市民に愛されて23年
- 「知っているつもり」―亀岡の知られざる話題や歴史を掲載
- 「亀岡ギネス級」―亀岡なんでも1番
- 「亀スポ」―亀岡市民のさまざまなスポーツネタを掲載
- 「読者投稿」―読者からの写真入投稿記事
- 「亀岡なんでも調査隊」市民からの調査依頼を受けて、亀岡のアレコレを調査報告
- 「たからの山」―無料掲載のオススメ生活情報コーナー
- 「亀人のつぶやき」―ひごろ言いたくても言えないアレコレ。市民からの投稿を匿名で掲載
- 「わざわい転じて福となれ」―吉川泰博（社長）の癌体験リポート（2008年5月24日発行の1144号で終了）
- 「かめナビ」―次週の亀岡情報
- 「今週のかめっこちゃん」―子どもの人物紹介。年齢制限は厳密に決められていない
- 「10万人のふるさと讃歌」―がんばる市民の人物紹介
- 「両刃の剣」―社説
- 「保津川下り船頭夜話」―小谷正治さんの小説
- 「今週の料理人レシピ」―亀岡のお店からレシピ紹介
- 「学校通信」―学校での取り組みを掲載
- 「丹波808景」―写真で伝える景観や出来事
- 「かめおか動物王国」―かわいい動物紹介。犬や猫だけでなく、ライオンや蛇など珍しい動物も、まれに紹介されている
- 「近隣ちょっとドライブ」―同紙の記者が近隣の町に出かけ、名物や観光スポット、穴場などを紹介する
- 「学校通信」―亀岡市内にある4幼稚・保育園、18小学校、8中学、2高等学校、1大学についての取り組みなどを特集するコーナー
- 「記者メモ」―記者が週交代で書くコラム

## 通常号以外の発行
- 年2回、新年と暑中に特別号を発行。
- 号外の発行もある。2008年5月2日に行われたかめおか光秀祭りの「宵祭」では、オープニングセレモニーで瓦版売りの衣裳を来た同新聞の男性記者（2人）が、時代劇さながらの迫真の演技で瓦版を撒いた。亀岡楽座の瓦版は2009年にも実施。
- 記念冊子や本、パンフレットなどの編集も行っている。「亀岡風土記」（福知正温著）、「ふるさと亀岡をつづる」（福知正温著）、「JR亀岡駅新駅舎完成記念 亀岡に汽笛ひびいて109年」（マイタウンかめおか・街づくり市民の会）、「知っていますか?ふるさと亀岡のまつり」（若衆会）など多数。

## Wake up
京都府亀岡市にある唯一の大学の京都学園大学新聞部と共同で、同大学生のためのフリーニュースペーパー「 Wake up」を2009年4月2日に創刊。学生の紹介やクラブ活動に関する記事などの学内ネタ、亀岡を中心とした町ネタで構成され、同窓会・写真部・放送局（GBS）と共に月1回の編集を行っていた。発行元は京都学園大学新聞部と同窓会、発行責任が亀岡市民新聞社となっている。担当は同大学卒業生（2008卒）の田畑昇悟が務めていたが、当社の人事変更のため、2013年2月に廃刊。その後の新聞部は旧来の形で、大学新聞の発行を続けている。

## 本社
- 京都府亀岡市追分町馬場通19-2プティビル2F（追分町馬場通21-5 マルセンビル3Fから平成19年12月に会社を移転。現在の住所に至る）